# جون تي كونينغهام
جون تي كونينغهام (بالإنجليزية: John T. Cunningham)‏ هو صحفي ومؤرخ أمريكي، ولد في 26 يونيو 1915 في نيوآرك في الولايات المتحدة، وتوفي في 7 يونيو 2012 في موريستاون في الولايات المتحدة.